# Déluge (film)
Pour les articles homonymes, voir Déluge (homonymie).

Déluge (The Deluge) est un film américain de science-fiction post-apocalyptique réalisé par Felix E. Feist sorti en 1933,. Le film est très librement basé sur le roman du même nom de 1928 de Sydney Fowler Wright.

## Synopsis
Alors qu'une série de catastrophes naturelles inexpliquées éclatent un peu partout sur Terre, dont un tsunami massif engloutissant la ville de New York, la civilisation tel qu'on la connait commence à disparaitre. Un petit groupe de survivants va lutter pour sa survie.

## Fiche technique
- Titre français : Déluge[3]
- Titre original : The Deluge
- Réalisation : Felix E. Feist
- Pays de production :  États-Unis
- Langue : Anglais
- Date de sortie : 
  - États-Unis : 13 août 1933
  - France : 13 septembre 1933[3]

## Distribution
- Peggy Shannon : Claire
- Sidney Blackmer : Martin
- Lois Wilson : Hélène
- Matt Moore : Tom
- Fred Kohler : Jepson
- Ralf Harolde : Norwood
- Edward Van Sloan : le professeur Carlysle
- Samuel Hinds : le prévisionniste en chef